# Harskamprellen

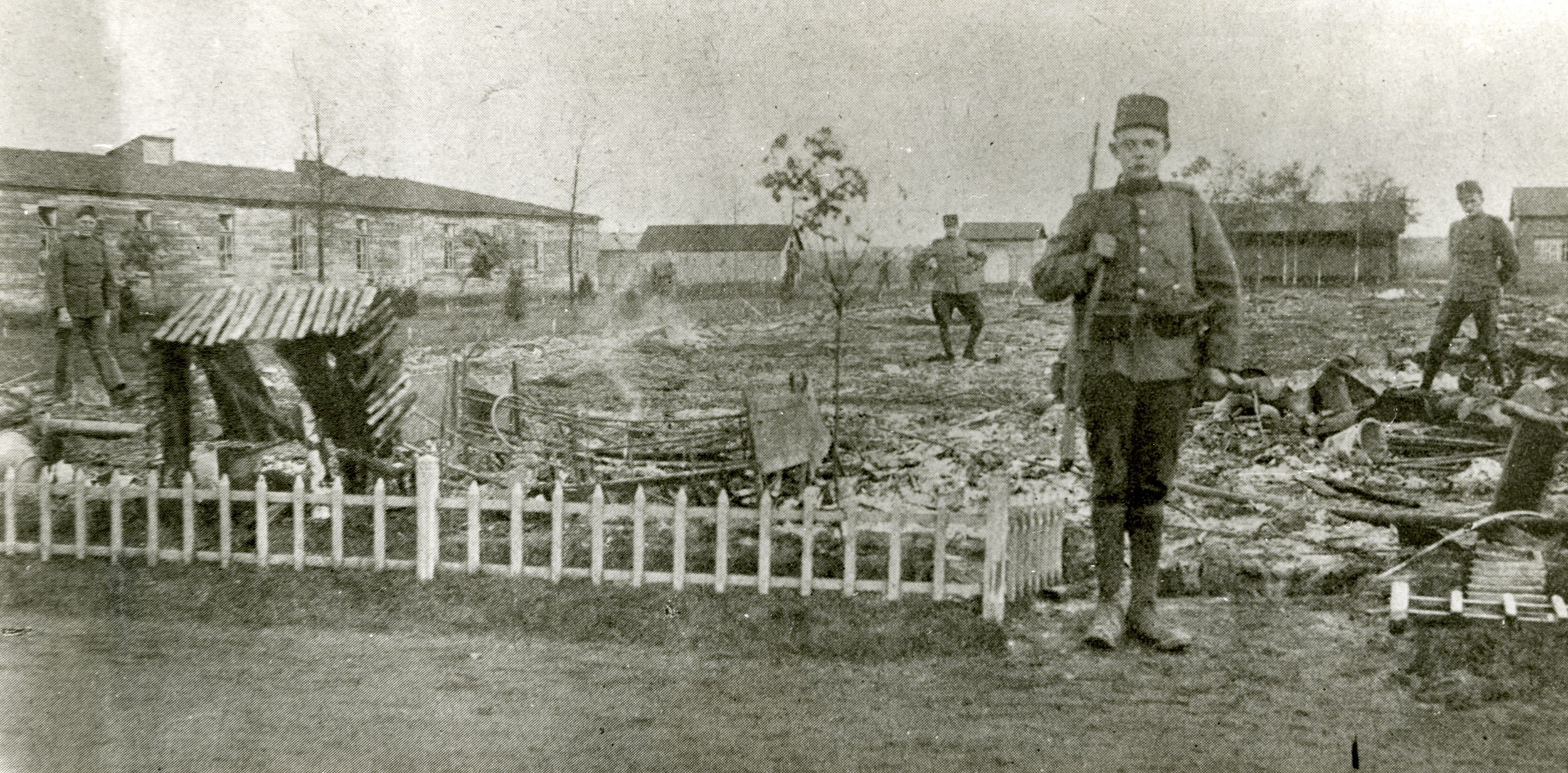
Wacht bij de afgebrande barakken

De Harskamprellen was een opstand op 25 en 26 oktober 1918 van in de Nederlandse Legerplaats Harskamp gelegerde militairen. Bij de rellen zijn de kantine en enkele barakken in brand gestoken. Er werd geschoten, maar er vielen geen doden of gewonden. Deze opstand moedigde de leider van de Sociaal-Democratische Arbeiderspartij Troelstra aan in zijn denken over een revolutie in Nederland. Dit zou uiteindelijk leiden tot de De Vergissing van Troelstra.

## Oorzaken
De in de legerplaats ondergebrachte soldaten waren al vier jaar verplicht gemobiliseerd. De voeding was slecht en de verlofregeling niet erg soepel. Daarbij kwamen de niet al te beste verhoudingen tussen de officieren en de manschappen en lange marsen. De aanleiding voor de opstand was echter de intrekking van alle verloven, waarbij speciaal de weekendverloven erg gemist werden.

## De opstand
Op vrijdag 25 oktober bleek dat er na het maken van weer een lange mars te weinig eten was in de kantine. De officieren zaten in hun eetzaal echter wel een uitgebreide maaltijd te nuttigen. Een opstandige soldaat gooide daar een fietsenrek door het raam. Na een vergeefse poging het oproer te stoppen door een van hen, vluchtten de officieren weg terwijl ze door soldaten met stenen bekogeld werden. Vervolgens plunderden de oproerige manschappen de officierskantine, waarbij de drankvoorraad speciale aandacht genoot.
Op zaterdag zette de opstand zich na een uur 's middags voort. De officieren waren al de hele dag niet gehoorzaamd. De soldatenkantine werd nu ook geplunderd, waarbij de sterke drank weer rondging. Officieren werden bekogeld met stenen. Rond drie uur stak men de soldatenkantine in brand. Hierna werden ook legeringsbarakken in brand gestoken, vier van de zestien werden verwoest. Sommige soldaten deserteerden waarna het bevel werd gegeven op de vluchtenden te schieten. Er werd teruggeschoten, maar niemand werd geraakt.

## Gevolgen
Na het uitbreken van de opstand volgden ook elders rellen. In Zwolle kwam het tot ernstige onrust op de kazerne nadat enkele van de deserteurs van de Harskamp daar aankwamen. Ook in Amersfoort en Vlissingen vonden ongeregeldheden plaats. De opperbevelhebber van het Nederlandse strijdkrachten Cornelis Jacobus Snijders werd ontslagen. Hij stond al langer niet op goede voet met de regering, maar werd tot dan toe de hand boven het hoofd gehouden door koningin Wilhelmina. Velen zagen overeenkomsten met het begin van de revoluties in Rusland en Duitsland. SDAP-leider Troelstra meende dat deze opstand het startschot was voor een politieke omwenteling in Nederland. Het zou leiden tot de De Vergissing van Troelstra.